# Universidad Estatal de San José
La Universidad Estatal de San José, abreviada algunas veces en inglés como San José State y SJSU, es la institución fundadora de lo que hoy es el sistema de la Universidad Estatal de California. El campus urbano en San José, California, tiene alrededor de 32,000 estudiantes y es la universidad con más graduados trabajando en  Silicon Valley que cualquier otra.

## Historia
La Universidad Estatal de San José fue fundada por George W. Minns como Minns Evening Normal School en 1857. El 2 de mayo de 1862 se convirtió en California State Normal School por un acta de la Legislatura Estatal de California. Es la universidad pública más antigua del estado de California.
En 1921 cambió de nombre a State Teachers College at San Jose; en 1935, nuevamente, a San Jose State College; en 1972, a California State University, San Jose; y, finalmente, en 1974, al actual San José State University.

## Campus

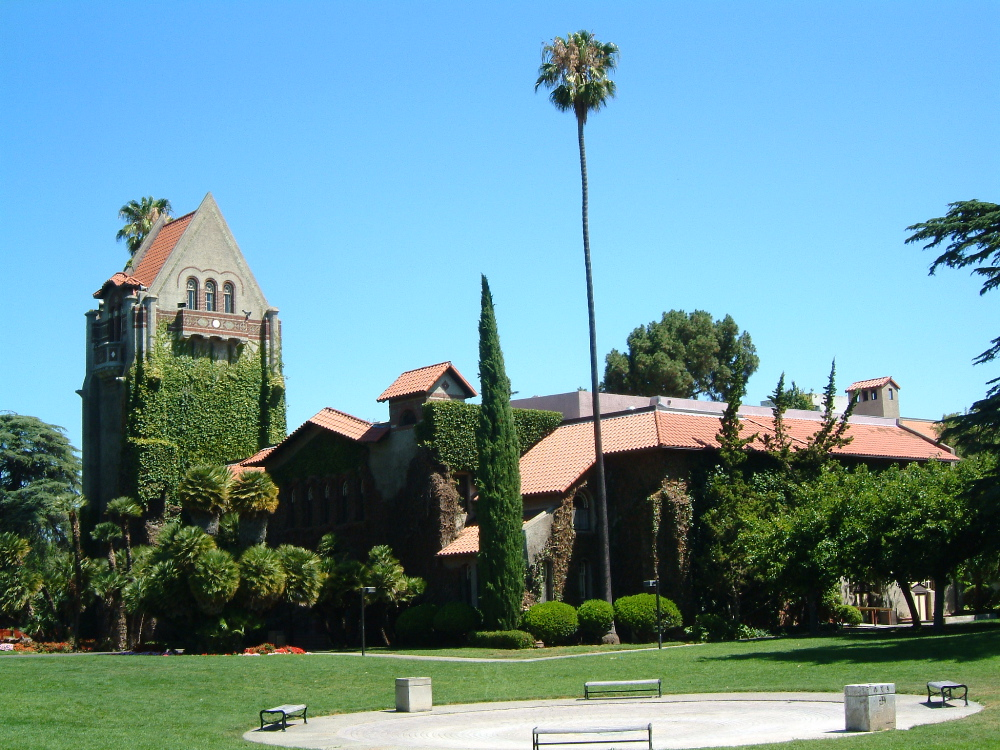
Tower Hall, el edificio más reconocido de SJSU.

El campus principal es un área rectangular localizado en el centro de San José, California, contiguo a la Calle San Fernando Street (norte), Cuarta Calle (oeste), Calle San Salvador (sur)y la Décima Calle (este).
California State Normal School nunca tuvo un campus permanente en San Francisco por eso se trasladó a San José en 1871. El campus original de California State Normal School en San José consistía en un edificio de madera con césped en el centro del edificio de forma cuadrangular. El edificio original fue devorado por un incendio en 1880 y fue reemplazado con una estructura de ladrillos y mampostería parecida a la configuración de 1881. El edificio fue declarado como no seguro después del terremoto de San Francisco de 1906 pero fue destruido después de una réplica de la magnitud de la cual estaba predicha que destruiría al edificio. Sin embargo la parte que no fue destruida y debía ser derribada fue cancelada, y la parte que quedó fue construida y dividida en cuatro salones: Tower Hall, Morris Dailey Auditorium, Washington Square Hall, y Dwight Bentel Hall. Estos cuatro edificios son los más antiguos del campus. En octubre de 2005 se anunció la renovación del edificio más antiguo y reconocido del Tower Hall con $2 millones.

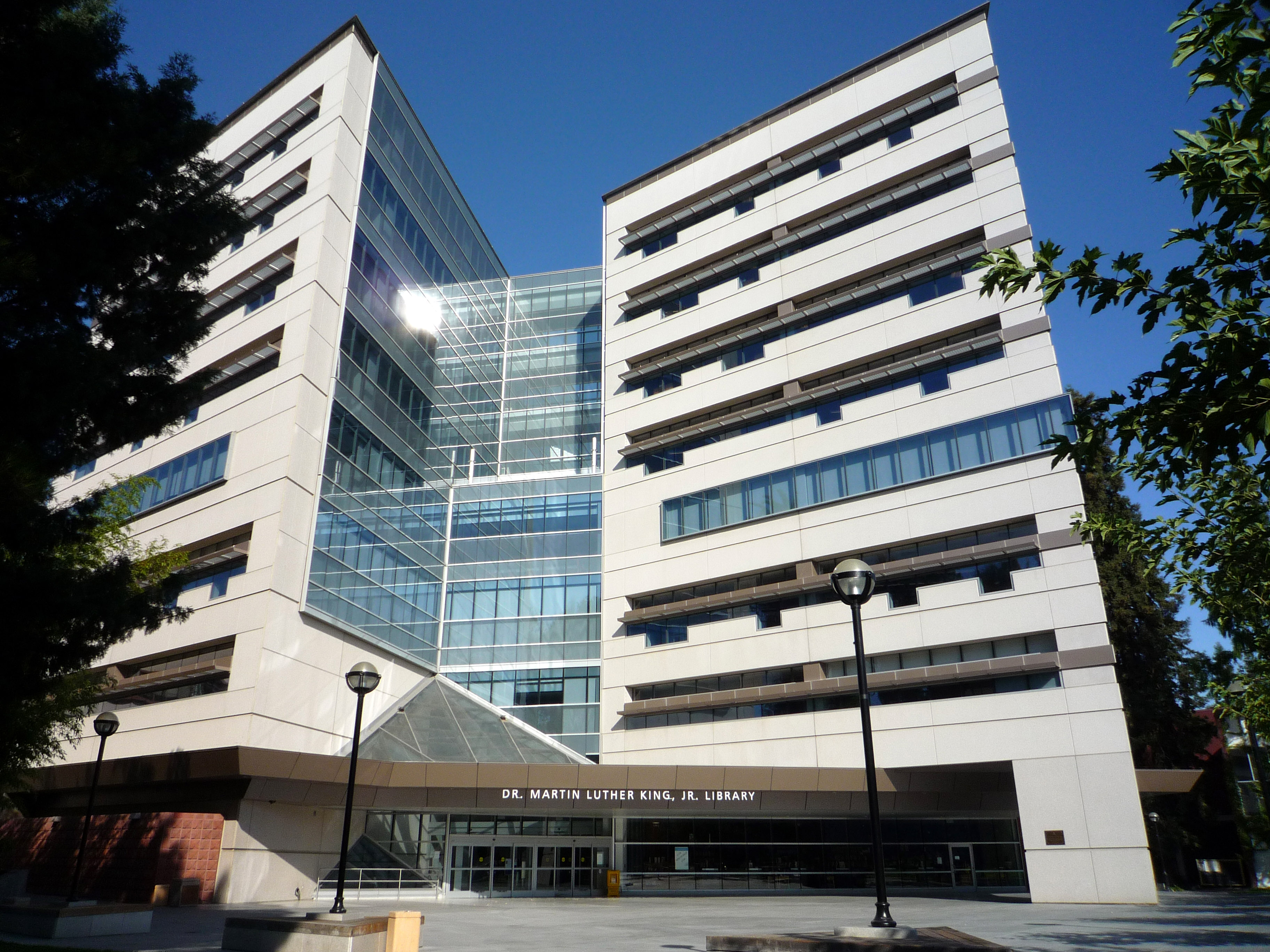
Dr. Martin Luther King, Jr. Library.

Anteriormente, la Calle San Carlos, Séptima Calle y la Novena Calle cruzaban el campus, creando seis pequeñas escuelas separadas por calles con mucho tráfico. A inicios del otoño de 1994,  las calles fueron cerradas y convertidas en calles peatonales y con árboles. La calle San Carlos fue renombrada a Paseo San Carlos, la Séptima Calle se convirtió en El Paseo de César Chávez, y la Novena Calle ahora se llama Plaza de la Novena Calle. Tres de las tres casas residenciales de ladrillos tuvieron que ser demolidas, para construir una villa estudiantil que fue completada en 2005 gracias

## Estudiantes
Es una de las universidades técnicamente más diversas de los Estados Unidos, con una gran población de estudiantes asiáticos (la mayoría del Sur de Asia incluyendo a vietnamitas, filipinos, tailandeses y Miao) y Latinos. La mayoría de los estudiantes viven en las afueras y suburbios de la universidad.
SJSU está posicionada como la #10 en universidades públicas en la costa oeste que ofrece solamente programas y maestrías para los pre-graduados, según por la última encuesta de U.S. News & World Report . Al nivel nacional, la universidad está empatada en el número 14 como la mejor para estudiar ingeniería, y en quinto lugar como la mejor en ofrecer programas de ingeniería en computación, y quinto lugar por la mejor en ofrecer programas industriales.

### Organizaciones de letras griegas
La universidad tiene 38 fraternidades incluyendo a: 
| Fraternidades - Alpha Kappa Omega - Alpha Tau Omega - Alpha Phi Alpha - Beta Theta Pi - Gamma Zeta Alpha - Delta Sigma Phi - Delta Upsilon - Iota Phi Theta - Kappa Alpha Psi - Kappa Sigma - Nu Alpha Kappa - Pi Kappa Alpha - Phi Beta Sigma - Sigma Alpha Epsilon - Sigma Chi - Sigma Delta Alpha - Sigma Lambda Beta - Sigma Nu - Sigma Pi - Theta Chi - Zeta Chi Epsilon | Hermandades - Alpha Kappa Delta Phi - Alpha Omicron Pi - Alpha Phi - Delta Gamma - Delta Sigma Theta - Delta Zeta - Kappa Delta - Lambda Sigma Gamma - Sigma Alpha Zeta - Sigma Gamma Rho - Sigma Omicron Pi - Sigma Theta Psi Inc. | Co-ed fraternidades - Alpha Eta Rho - Alpha Kappa Psi - Alpha Phi Omega - Chi Pi Sigma - Delta Sigma Pi - Kappa Kappa Psi |